# Bukowyna-2 Czerniowce
Bukowyna-2 Czerniowce (ukr. Футбольний клуб «Буковина-2» (Чернівці), Futbolnyj Kłub "Bukowyna-2" (Czerniwci)) – filialna drużyna ukraińskiego klubu piłkarskiego Bukowyna Czerniowce z siedzibą w mieście Czerniowce, na zachodzie kraju, grająca od sezonu 2025/26 w Druhiej-lidze.

## Historia
Chronologia nazw:
- 1958: Awanhard-D Czerniowce (ukr. ФК «Авангард-Д» (Чернівці))
- 1965: Bukowyna-D Czerniowce (ukr. ФК «Буковина-Д» (Чернівці))
- 1992: Bukowyna-2 Czerniowce (ukr. ФК «Буковина-2» (Чернівці))
- 2012: Bukowyna-2-LS Czerniowce (ukr. ФК «Буковина-2-ЛС» (Чернівці))
- 2016: Bukowyna-2 Czerniowce (ukr. ФК «Буковина-2» (Чернівці))
- 2025: klub rozwiązano

Druga drużyna piłkarska Awanhard-D została założona w Czerniowcach jako drużyna rezerw (litera D to początek słowa Dublerzy) klubu Awanhard Czerniowce w 1958 roku, a w 1965 po zmianie nazwy klubu przyjęła nazwę Bukowyna-D. Drużyna rezerw sporadycznie brała udział w mistrzostwach obwodu czerniowieckiego.
Po uzyskaniu niepodległości przez Ukrainę drużyna rezerwowa Bukowyny zmieniła nazwę na Bukowyna-2. Zespół kontynuował występy w mistrzostwach obwodu czerniowieckiego. W sezonie 2001 zespół debiutował w amatorskich mistrzostwach Ukrainy, w których w zajął ostatnie czwarte miejsce w grupie 1. W 2012 roku klub zmienił nazwę na Bukowyna-2-LS, a w 2013 ponownie startował w amatorskich mistrzostwach Ukrainy, gdzie znów zajął ostanie szóste miejsce w grupie 1. W 2016 klub przywrócił nazwę Bukowyna-2.
Latem 2025 roku klub zgłosił się do rozgrywek Druhiej Lihi i otrzymał status profesjonalny.

## Barwy klubowe, strój, herb, hymn
|  |  |

Klub ma barwy żółto-czarne. Piłkarze domowe spotkania zazwyczaj grają w żółtych koszulkach, żółtych spodenkach oraz żółtych getrach.

## Sukcesy

### Trofea międzynarodowe
Do chwili obecnej klub jeszcze nigdy nie zakwalifikował się do rozgrywek europejskich.

### Trofea krajowe
| \| \| Zdobyte trofea w rozgrywkach Ukrainy (stan na: 31-05-2025) \| |                                                            |      |          |
| Rozgrywki                                                           | Osiągnięcie                                                | Razy | Sezon(y) |
| · Mistrzostwo                                                       | I miejsce                                                  | 0    |          |
| · Mistrzostwo                                                       | II miejsce                                                 | 0    |          |
| · Mistrzostwo                                                       | III miejsce                                                | 0    |          |
| II liga                                                             | I miejsce                                                  | 0    |          |
| II liga                                                             | II miejsce                                                 | 0    |          |
| II liga                                                             | III miejsce                                                | 0    |          |
| Ukraina                                                             | Zdobyte trofea w rozgrywkach Ukrainy (stan na: 31-05-2025) |      |          |

- Druha liha (D3):
  - ?.miejsce (1x): 2025/26 (gr.A)

## Poszczególne sezony

### Rozgrywki międzynarodowe

#### Europejskie puchary
Nie uczestniczył w rozgrywkach europejskich.

### Rozgrywki krajowe
| \| Ukraina \| Bilans występów klubu w rozgrywkach piłkarskich Ukrainy (Stan na 31 maja 2025 r.) \| \| |                                                                                   |        |       |   |   |   |    |    |     |            |        |        |      |
| Poziom                                                                                                | Rozgrywki                                                                         | Sezony | Mecze | Z | R | P | B+ | B– | Pkt | Lata       | Awanse | Spadki | Naj. |
| I | Wyszcza liha / Premier-liha                                                       | 0      |       |   |   |   |    |    |     |            | 0      | 0      |      |
| II | Persza liha                                                                       | 0      |       |   |   |   |    |    |     |            |        |        |      |
| III                                                                                                   | Druha liha                                                                        | 1      |       |   |   |   |    |    |     | od 2025    | 0      | 0      | ?    |
| IV | Amatorska liha                                                                    | 2      |       |   |   |   |    |    |     | 2001, 2013 | 0      | 0      | 4    |
| | Puchar Ukrainy                                                                    | 0      |       |   |   |   |    |    |     |            | 0      | 0      |      |
| Ukraina                                                                                               | Bilans występów klubu w rozgrywkach piłkarskich Ukrainy (Stan na 31 maja 2025 r.) |        |       |   |   |   |    |    |     |            |        |        |      |

## Piłkarze, trenerzy, prezydenci i właściciele klubu

### Piłkarze

#### Aktualny skład zespołu
Klub ma wspólną listę zawodników na sezon z pierwszą drużyną Bukowyny Czerniowce.

### Trenerzy
...
- od 07.2025:  Dmytro Jefimow

## Struktura klubu

### Stadion
Drużyna rozgrywa swoje mecze domowe w Czerniowcach na stadionie Bukowyna, który może pomieścić 12000 widzów.

## Kibice i rywalizacja z innymi klubami

### Derby
- Nywa-2 Tarnopol